# Chuck Robb
Pour les articles homonymes, voir Robb.
Chuck Robb (Charles Spittal Robb), né le 26 juin 1939 à Phoenix (Arizona), est un homme politique américain démocrate. Il a été gouverneur de Virginie entre 1982 et 1986, et sénateur entre 1989 et 2001.
Il est le gendre du président Lyndon B. Johnson.

## Biographie
Sa carrière a été ternie par une série de scandales qui lui font perdre sa réélection en 2000.
Il a co-dirigé la commission d'enquête créée en 2004 par le président George W. Bush sur les erreurs d'estimations concernant les armes de destruction massive en Irak. La commission rend son rapport (appelé « rapport Robb-Silberman ») le 31 mars 2005.

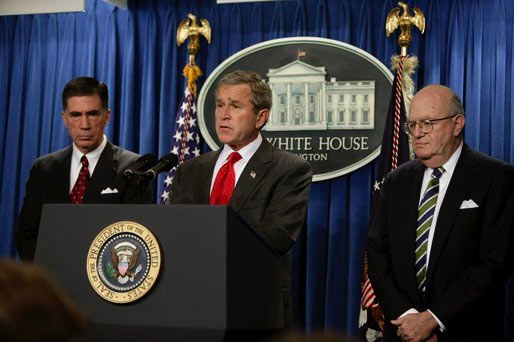
Annonce de la création de la commission sur les armes de destruction massives en Irak par le président Bush, avec Chuck Robb à gauche et le juge Laurence Silberman à droite.